# Шочитекатль

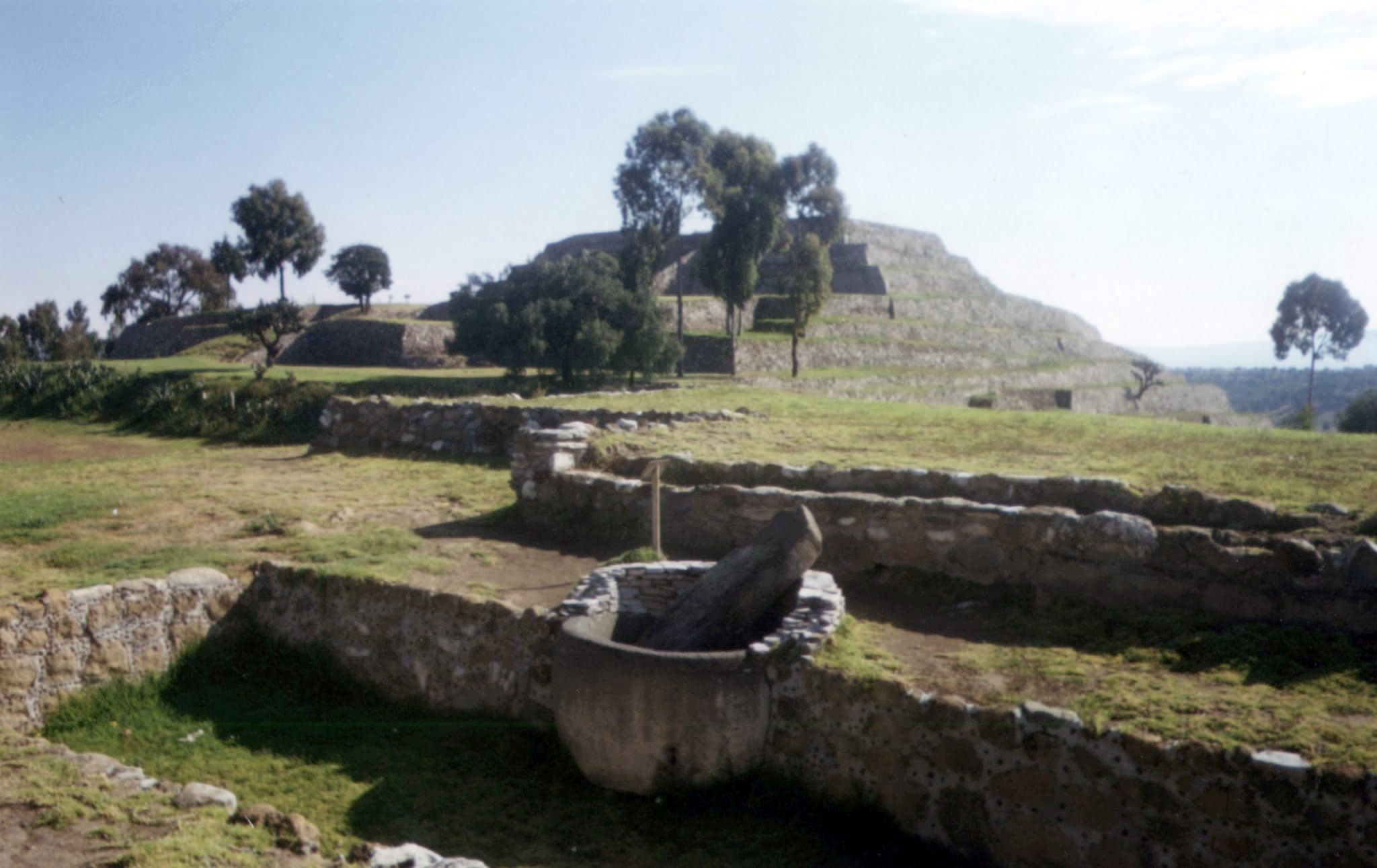
Пирамида цветов позади монолитного бассейна в Змеином здании. Шочитекатль

Шочитекатль, аст. Xochitecatl (от xōchitl (flower) и tecatl (person), hence the person of flowers or the lineage of flowers) — доколумбово городище в мексиканском штате Тлашкала, в 18 км к юго-западу от города Тласкала-де-Хикотенкатль. Большинство сооружений относятся к среднеклассическому периоду (1000—400 гг. до н. э.), однако город продолжал быть населён, с одним крупным перерывом, до позднеклассического периода, когда он был заброшен, хотя имеются следы ритуальной деятельности постклассического и даже колониального периодов. Руины покрывают территорию в 12 гектаров на вершине вулканического купола.
В отличие от других современных ему городов, Шочитекатль был, по-видимому, чисто церемониальным центром для населения, которое проживало в окружающих деревнях, а не в городской застройке.
Шочитекатль расположен в 1 км к западу от современного ему городища классического периода Какаштла, известного своими настенными росписями в стиле майя, в 500 м к северу от современного города Шочитекатитла и на том же расстоянии к юго-востоку от города Атойятенко.